# Nizozemsko in flamsko renesančno slikarstvo
Nizozemsko in flamsko renesančno slikarstvo predstavlja odziv 16. stoletja na italijansko renesančno umetnost v Nizozemskih deželah. Ti umetniki, ki so na začetku 16. stoletja prešli od manieristov iz Antwerpna in Hieronymusa Boscha do poznih severnjaških manieristov, kot sta na primer Hendrik Goltzius in Joachim Wtewael, so uporabili tako nedavne inovacije italijanskega slikarstva kot lokalne tradicije zgodnjih nizozemskih umetnikov. Antwerpen je bil najpomembnejše umetniško središče v regiji. Mnogi umetniki so delali za evropske dvore, vključno z Boschem, čigar fantastično poslikana podoba je pustila dolgo zapuščino. Jan Gossaert (Mabuse), Maarten van Heemskerck in Frans Floris so pripomogli k sprejemanju italijanskih modelov in njihovem vključevanju v svoj umetniški jezik. Pieter Bruegel starejši z Boschem kot edinim umetnikom iz obdobja, ki je še vedno dobro znan, se morda zdi neobičajen, vendar so njegove številne inovacije dejansko pritegnile plodno umetniško sceno v Antwerpnu.
Nizozemski in flamski slikarji so prav tako pripomogli k vzpostavitvi novih tem, kot so krajinsko slikarstvo in žanrsko slikarstvo. Joachim Patinir je imel na primer pomembno vlogo pri razvoju krajinskega slikarstva, saj je izumil kompozicijski tip svetovne pokrajine, ki ga je izpopolnil Pieter Bruegel starejši, ki mu je sledil Pieter Aertsen, ki je prav tako pomagal popularizirati žanrsko slikarstvo. Od sredine stoletja je Pieter Aertsen, ki mu je kasneje sledil še nečak Joachim Beuckelaer, ustanovil vrsto »monumentalnega tihožitja« z velikimi količinami hrane z žanrskimi figurami in v ozadju majhnim verskim moralnim prizorom. Podobno kot svetovne pokrajine so te predstavljale tipično »maniristično inverzijo« običajne dekoracije hierarhije žanrov, ki »nižjemu« predmetu daje več prostora kot »višjemu« . Anthonis Mor je bil vodilni portretist sredi stoletja, saj so na dvorih po vsej Evropi zahtevali njegov zanesljiv portret v slogu, ki je združil nizozemsko natančnost z lekcijami Tiziana in drugih italijanskih slikarjev.

## Slogovna evolucija
Italijanski renesančni vplivi so se začeli prikazovati v zgodnjem nizozemskem slikarstvu okrog leta 1500, vendar je bil starejši slog v mnogih pogledih izjemno vztrajen. Antwerpenski manierizem je izraz za slikarje, ki kažejo nekaj italijanskega vpliva, vendar v glavnem nadaljujejo slog in teme starejših mojstrov. Hieronymus Bosch je zelo individualen umetnik, katerega delo je čudno in polno navidezno nerazumljivih podob, zaradi česar ga je težko interpretirati. Predvsem se zdi presenetljivo modern, saj uvaja svet sanj, ki se zdi bolj povezan z gotsko umetnostjo kot italijansko renesanso, čeprav nekateri beneški odtisi istega obdobja kažejo primerljivo stopnjo domišljije. Romanisti so bili naslednja faza vpliva, ki so precej bolj temeljito sprejeli italijanske sloge. (Romanizem je izraz, ki ga umetnostni zgodovinarji uporabljajo za slikarje iz Nizozemskih dežel, ki so v 16. stoletju potovali v Rim in prevzeli vpliv vodilnih italijanskih umetnikov tega obdobja, kot sta Michelangelo in Rafael ter njuni učenci).
Po letu 1550 so flamski in nizozemski slikarji začeli izkazovati več zanimanja za naravo in lepoto »samo po sebi«, kar je pripeljalo do sloga, ki vključuje elemente renesanse, vendar ostaja daleč od elegantne lahkotnosti italijanske renesančne umetnosti  in neposredno vodi do teme velikih flamskih in nizozemskih baročnih slikarjev: pokrajine, tihožitja in žanrsko slikarstvo - prizori iz vsakdanjega življenja.
Ta evolucija je vidna v delih Joachima Patinirja in Pieterja Aertsena, toda pravi genij med temi slikarji je bil Pieter Brueghel starejši, znan po svojih upodobitvah narave in vsakdanjega življenja, ki kaže prednost pri naravnem stanju človeka, izbira upodobite kmeta za namesto kneza.
Padec Ikarja (ki zdaj velja za kopijo Brueglovega dela), čeprav je v mnogih pogledih zelo netipičen, združuje več elementov severnega renesančnega slikarja. Namiguje na obnovljeno zanimanje za antiko (legenda Ikarja), vendar je junak Ikar skrit v ozadju. Glavni akterji v sliki so narava sama in najbolj pomemben kmet, ki ni spustil pluga, ko je padel Ikar. Brueghel prikazuje človeka kot anti-heroja, komičnega in včasih grotesknega. 

## Slikarji
- Pieter Aertsen
- Simon Bening
- Hieronymus Bosch
- Pieter Bruegel starejši
- Pieter Brueghel mlajši
- Joachim Beuckelaer
- Joos van Cleve
- Pieter Coecke van Aelst
- Hieronymus Cock
- Corneille de Lyon
- Hans Eworth
- Frans Floris
- Maarten van Heemskerck
- Caterina van Hemessen
- Jan Sanders van Hemessen
- Adriaen Isenbrant
- Jan Gosaert (Mabuse)
- Anthonis Mor
- Lucas van Leyden
- Lambert Lombard
- Quentin Matsys
- Jan Mostaert
- Bernard van Orley
- Joachim Patinir
- Frans Pourbus starejši
- Pieter Pourbus
- Jan Provoost
- Marinus van Reymerswaele
- Jan van Scorel
- Levina Teerlinc
- Jacob van Utrecht